# Prionus nakamurai
Prionus nakamurai là một loài bọ cánh cứng trong họ Cerambycidae.